# Hangarskib
Et hangarskib er et militært fartøj, hvis væsentligste funktion er at være base for en flystyrke (eller helikopterflåde). Hangarskibe indgår normalt i en større gruppe af krigsskibe, som muliggør at et land kan anvende en militær flystyrke over store afstande uden at være afhængig af lokale landbaserede baser. Hangarskibe er normalt de største skibe som indgår i et lands flådestyrke.
Et hangarskib har et gennemgående flyvedæk for at udnytte skibets fulde længde. Skibets bro, kontroltårn, skorstene og radarer er samlet i øen yderst i styrbord side. Dette giver hangarskibe et asymmetrisk udseende. Under flyvedækket er der hangarer og værksteder. Flyene bringes op til flyvedækket med store, åbne elevatorer. Hangarskibsfly er udrustet med halekrog, der ved landing skal gribe fat i en af flere bremsewirer på tværs af landingsbanen. Bremsewiren er i begge ender fastgjort til tunge vægte og flyet går fra 230 km/t til 0 på to sekunder. Siden jetalderens begyndelse har de større hangarskibe haft vinklede flyvedæk. Fordelen ved et vinklet flyvedæk er, at ved mislykket indfangning af bremsewiren, vil flyet kunne lette for at prøve igen. Ved tidligere design ville det uheldige fly kollidere med allerede landede fly. Yderligere kan fly lette og lande simultant. Opsendelsen af jetfly foregår med dampdrevne katapulter, der accelererer flyet fremad. Sea Harrier og Sukhoj Su-33 bruger skihop i stedet for. 
Et hangarskib af Nimitz-klassen drives frem af to atomreaktorer og fire dampturbiner, er mere end 300 meter langt og koster omkring 5 milliarder dollars at bygge. Kun ni lande har hangarskibe: Frankrig, Indien, Rusland, Spanien, Brasilien, Italien, Thailand, Storbritannien og USA. Kina er i besiddelse af et tidligere sovjetisk hangarskib Varjag, som i 2011 udfører sødygtighedsprøver. Om nogle år vil det kunne indsættes operativt med Shenyang J-15 eller russiske Sukhoj Su-33 kampfly.

## Farvede jakker
På US Navys hangarskibe har dækspersonalet farvede jakker/veste, der angiver deres funktion. Dette er en fordel, når mange mennesker og luftfartøjer er i gang i støjende og farlige omgivelser på et relativt lille område:
- AB Lilla  – Brændstofpåfyldning.
- AB Blå  – Flybugsering, traktor- og elevatorhåndtering.
- AB Gul  – Flyvedæksledelse og Follow-Me-operation.
- AB Grøn  – Katapult- og bremsewireoperation, jordmaterielsvedligeholdelse, bagage- og fragthåndtering.
- AB Hvid  – Flysikkerhed, dæksflyveledere, sygehjælpere, LOX-påfyldning, passagerhåndtering og gæster.
- AB Rød  – Ammunitionshåndtering, bomberydning, brand og redning.
- AB Brun  – Klarmeldere og andre flymekanikere, avionics mekanikere.

## Første Verdenskrig
Stormagterne anvendte hangarskibe som baser for vandflyvere. Vandflyverne anvendte havet som startbane og blev hejst om bord på skibene til optankning og vedligeholdelse. Forskellige krydsere blev ombygget til at afprøve operation af hjuludstyrede fly og i juli 1918 udførte Royal Navys HMS Furious historiens første angreb med landfly fra et skib. Syv Sopwith Camels bombede den tyske zeppelinerbase i Tønder med to ødelagte luftskibe til følge.

## 2. verdenskrig
I stillehavskrigen blev der udkæmpet adskillige søslag mellem Japans og USA's hangarskibsudrustede flåder. I december 1941 angreb 414 fly fra 6 hangarskibe den amerikanske flådebase Pearl Habor og satte US Navy's slagskibsstyrke ud af spillet. 
I 1942 mistede US Navy 5 af sine 8 hangarskibe, men modtog kun 1 nybygning (USS Essex). De amerikanske værfter byggede dog adskillige hangarskibe senere i krigen og elleve måtte afbestilles ved fredsslutningen. De japanske hangarskibspiloter var dygtige, men deres tab blev ikke erstattet.

## Hangarskibe efter 2. verdenskrig
Før 2. verdenskrig begrænsede en række traktater størrelsen af hangarskibe. Efter afslutningen af 2. verdenskrig opstod et behov for udvikling af større hangarskibe, bl.a. som følge af de relevante jetflys højere stallhastigheder, og størrelser. Skibene i den amerikanske moderne Nimitz-klasse kan således medføre en last, der er næste fire gange større end 2. verdenskrigs USS Enterprise.